# Stefan Martin Müller
Stefan Martin Müller (* 1961 in Magdeburg) ist ein deutscher Kabarettist und Schauspieler.

## Leben
Müller wuchs in Sachsen-Anhalt auf. Nach einem unvollendeten Abitur ließ er sich zum Baufacharbeiter ausbilden.
Im Anschluss daran folgte ein Studium der darstellenden Künste an der Theaterhochschule Leipzig.
An den Magdeburger Bühnen sammelte Müller dann erste praktische Theatererfahrungen und wurde danach an das Thüringer Landestheater Eisenach engagiert. Auch am Landestheater Mecklenburg in Neustrelitz war er auf der Bühne zu erleben. Nach der deutschen Wiedervereinigung arbeitete er auch für das neugegründete ORB-Fernsehen in Potsdam-Babelsberg.
Einem breiten Fernsehpublikum wurde er durch die TV-Sendung Telewischen bekannt, einem Medienmagazin für Kinder, welches er von 1991 bis 1994 moderierte.
Stefan Martin Müller ist festes Ensemblemitglied und Gesellschafter im Berliner Kabarett-Theater Die Distel. Er lebt in Berlin.

## Filmografie (Auswahl)
- 1979 Sonderurlaub von Michael Blume
- 1985: Junge Leute in der Stadt
- 1988: Danke für die Blumen
- 1988: Polizeiruf 110 – Amoklauf (TV-Reihe)
- 1988–1990: Der Staatsanwalt hat das Wort (TV-Reihe, drei Folgen)
- 1989: Immensee (TV)
- 1989: Polizeiruf 110 – Mitternachtsfall (TV-Reihe)
- 1989: Johanna (TV-Serie)
- 1989: Die gläserne Fackel (TV-Mehrteiler)
- 1990: Der Streit um des Esels Schatten
- 1991: Das Mädchen aus dem Fahrstuhl
- 2003 Die Kirschen nach Wolfgang Borchert von Michael Blume